# 小行星8409
小行星8409（英語：8409 Valentaugustus）是一颗围绕太阳公转的小行星。1995年11月28日，R. Weber在索科罗发现了此天体。
这颗小行星的绝对星等为98.74093等。